# Gerichtsbezirk Unterweißenbach
Der Gerichtsbezirk Unterweißenbach war ein dem Bezirksgericht Unterweißenbach unterstehender Gerichtsbezirk im politischen Bezirk Freistadt (Bundesland Oberösterreich). Per 1. Jänner 2003 wurde das Bezirksgericht aufgelöst und das Gebiet des Gerichtsbezirkes Unterweißenbach auf die Gerichtsbezirke Freistadt und Pregarten aufgeteilt.

## Geschichte
Der Gerichtsbezirk Unterweißenbach wurde gemeinsam mit 46 anderen Gerichtsbezirke in Oberösterreich durch einen Erlass des k.k. Oberlandesgerichtes Linz am 4. Juli 1850 geschaffen und umfasste ursprünglich die 22 Steuergemeinden Haid, Harrachsthal, Herzogsreith, Hofstätten, Kaining, Königswiesen, Landshut, Liebenau, Maasch, Markersdorf, Mönchdorf, Mötlas, Neustift im Mühlkreis, Paroxed, Pierbach, Prandegg, St. Leonhard, Schönau, Silberberg, Waidersfelden, Weissenbach und Windhagmühl.
Der Gerichtsbezirk beherbergte im Jahr 1869 insgesamt 2175 Häuser, in denen 13.430 Menschen lebten. Durch Gemeindezusammenlegungen reduzierte sich die Anzahl der Gemeinden bis zum Beginn des 21. Jahrhunderts auf die acht Gemeinden Kaltenberg, Königswiesen, Liebenau, Pierbach, St. Leonhard bei Freistadt, Schönau im Mühlkreis, Unterweißenbach und Weitersfelden.
Mit der Bezirksgerichts-Verordnung der Österreichischen Bundesregierung wurde am 12. November 2002 die Auflösung des Gerichtsbezirkes Unterweißenbach beschlossen und die Zuweisung des Gebietes zu den Gerichtsbezirken Freistadt bzw. Pregarten bestimmt. Mit dem 1. Jänner 2003 trat die Verordnung in Kraft. Die Gemeinden Königswiesen, Pierbach und Schönau im Mühlkreis fielen in der Folge dem Gerichtsbezirk Pregarten, die Gemeinden Kaltenberg, Liebenau, St. Leonhard bei Freistadt, Unterweißenbach und Weitersfelden dem Gerichtsbezirk Freistadt zu.